# Front Feixista Frisó
El Front Feixista Frisó (frisó Frysk Faksiste Front) fou un grup frisó d'inspiració feixista creat el 1933 pel passant Jan Melles van der Goot, qui va atraure alguns joves frisons radicalitzats i grups d'estudiants; va publicar opuscles en frisó on mostrava la seva admiració pel nacionalsocialisme alemany i emfatitza el caràcter orgànic i natural del seu nacionalisme, que estroncava amb el neopaganisme i un antiprotestantisme a ultrança.
Va obtenir el suport de 10.000 militants frisons, i va col·laborar estretament amb l'NSB d'Anton Mussert. Però com que aquest no va accedir a les seves demandes nacionalistes, Van der Goot se'n distanciaria i fundaria el 1938 el Fryske Folkspartei (Partit Popular Frisó), amb el poeta i antic militant socialista Douwe Kiestra (1899-1970).
Quan els nazis ocuparen els Països Baixos, formà part del trijemanskip (triumvirat) amb Douwe Kalma i Eelstje Folkerstma, que pretenia unir tots els grups nacionalistes i encarregar-se de la negociació amb les autoritats d'ocupació. Però els nazis el substuïren com a cap per Rintsje Sybesma (1894-1975), més obertament pronazi, qui fundaria un partit partit nazi frisó, racista i antisemita, que buscava l'annexió de la província de Frísia al Tercer Reich Alemany, i per Douwe Kiestra. Ambdós formaren part del Fryske Rie (Consell Frisó), però el 1944 es negaren a jurar lleialtat Heinrich Himmler i aquest ordenà dissoldre l'organització.